# Scott Wright
Scott Wright (Balmedie, Aberdeen, 8 de agosto de 1997) es un futbolista escocés que juega como extremo en el Birmingham City de la EFL Championship.
Wright comenzó su carrera en el Aberdeen, donde debutó en competición con 16 años en julio de 2014. Disputó 80 partidos a lo largo de siete temporadas con el Aberdeen, y estuvo cedido en el Dundee en 2019. Wright fue fichado por el Rangers en febrero de 2021, y se unió al Birmingham City en 2024.
Wright disputó 29 partidos con Escocia como internacional juvenil. Jugó con las selecciones sub-17, sub-19, sub-20 y sub-21.

## Carrera en el club

### Aberdeen
Wright creció en el pueblo de Balmedie, en Aberdeenshire, donde era vecino del también futbolista Cammy Smith, y asistió a la Bridge of Don Academy. Producto de la cantera del Aberdeen, debutó con el primer equipo del club con 16 años en un partido de clasificación para la UEFA Europa League contra el Daugava Riga en julio de 2014. Poco después, firmó un contrato de tres años con el Aberdeen. Wright marcó un triplete en la victoria por 6-0 contra el Partick Thistle en la Scottish Premiership el 21 de mayo de 2017.
Wright fue cedido al Dundee el 31 de enero de 2019, hasta el final de la temporada 2018-19. El Dundee descendió al final de la temporada.
Tras regresar al Aberdeen la temporada siguiente, Wright jugó con el club varias veces en la ronda de clasificación de la UEFA Europa League, así como en los primeros partidos de liga. Sin embargo, en septiembre de 2019 sufrió una lesión de ligamento cruzado en un entrenamiento y se vio obligado a perderse el resto de la temporada.

### Rangers
Wright firmó un precontrato con el Rangers en enero de 2021, y su fichaje por el conjunto de Glasgow se completaría durante el verano de 2021. El Aberdeen acordó su venta al Rangers el 1 de febrero por 175.000 libras, y también se adelantó el fichaje previsto de Ross McCrorie en dirección contraria. Wright debutó con el club una semana después, en un partido de la Scottish Premiership contra el Hamilton Academical el 7 de febrero. Marcó su primer gol con el club el 21 de abril de 2021, en un empate a uno contra el St Johnstone.
Fue titular en la final de la Europa League de 2022, que el Rangers perdió en la tanda de penaltis contra el Eintracht Frankfurt. Wright salió del banquillo para marcar el segundo gol de su equipo en la victoria por 2-0 contra el Heart of Midlothian en la final de la Copa de Escocia de 2022, tres días después. En el verano de 2023 se frustró una propuesta de traspaso al Pendikspor de Turquía.

### Birmingham F. C.
Wright debutó en el fútbol inglés el 30 de agosto de 2024, cuando se incorporó al Birmingham City, recién descendido a la EFL League One, con un contrato de tres años; la tarifa no se dio a conocer. Al día siguiente marcó en casa ante el Wigan Athletic el gol de la victoria en el tiempo añadido.

## Seleccion Nacional
Wright fue internacional juvenil con Escocia de 2014 a 2018 en las categorías sub-17, sub-19, sub-20 y sub-21.
Representó a la selección escocesa sub-17 en el Campeonato de Europa Sub-17 de la UEFA celebrado en Malta en 2014, equipo que cayó derrotado ante Países Bajos en semifinales.
Wright fue seleccionado en la selección sub-20 de Escocia para el Torneo de Toulon de 2017. El equipo consiguió la medalla de bronce, la primera medalla de la nación en la competición. Jugó con la selección sub-21 en el Torneo de Toulon de 2018. Escocia perdió ante Turquía en la tanda de penaltis y terminó cuarta.

## Honores
Aberdeen U20
- SPFL Development League: 2014–15[26]

Aberdeen
- Scottish Cup runner-up: 2016–17
- Scottish League Cup runner-up: 2018–19

Rangers
- Scottish Premiership: 2020–21[27]
- Scottish Cup: 2021–22[28]
- Scottish League Cup: 2023–24;[29] runner-up: 2022–23[30]
- UEFA Europa League runner-up: 2021–22[31]

Scotland U21
- Toulon Tournament bronze medal: 2017